# 607
607 (DCVII) var ett normalår som började en söndag i den julianska kalendern.

## Händelser

### Februari
- 19 februari – Efter att påvestolen har stått tom i ett helt år väljs Bonifatius III till påve.[1]

## Födda
- Hao Chujun, kinesisk general.
- Yang Gao, kinesisk prins.

## Avlidna
- 12 november – Bonifatius III, påve sedan 19 februari detta år.